# ブレードアークス from シャイニング
『ブレードアークス from シャイニング』（ブレードアークス フロム シャイニング、BLADE ARCUS from Shining）は、セガ・インタラクティブより発売されているアーケードゲーム。略称は『BAfS』。
シャイニング・シリーズ初の対戦格闘ゲームである。

## 概要
(出典)
『シャイニング・ブレイド』『シャイニング・ハーツ』のキャラクターがシリーズの垣根を越えて登場する2D対戦格闘ゲーム。2014年11月5日よりアーケードゲームとして正式稼働開始。同年12月18日よりVer.1.01にアップデート。
2015年6月30日よりVer2.0にアップデート、4人のキャラクターと新システムが追加される。同年10月20日よりVer2.1にアップデート。
2015年11月26日にPlayStation 3およびPlayStation 4用ソフトとして新キャラクターを追加した『ブレードアークス from シャイニングEX』（ブレードアークス 
フロム シャイニング イーエックス、BLADE ARCUS from Shining EX）が発売。
2019年3月14日に続編となる『BLADE ARCUS Rebellion from Shining』（ブレードアークス リベリオン フロム シャイニング）がPlayStation 4およびNintendo Switch用ソフトとして発売。新たに『シャイニング・レゾナンス リフレイン』から6人のキャラクターが追加。

## ゲームシステム
8方向レバーとA・B・C・Dの4ボタンを使用する。Aボタンは弱攻撃、Bボタンは中攻撃、Cボタンは強攻撃、Dボタンはサポートリンク。キャラクターは2人を選択しタッグを組む。操作するメインキャラクターと、控えのサポートキャラクターは1ラウンドごとに交代が可能。

## 登場キャラクター
リュウガ
出典 - 本作オリジナル
声 - 赤羽根健治
翔龍寺で武術を習う少年。16歳。パイロンとは同門だが今まで一度も勝てたことがなく、彼女と老師を超えたいという思いからアイザックに唆され力を求めて霊玉の封印を解いてしまう。左腕にはアイザックにより魔竜のコアが移植されており闇の炎を操る力を手にしている。戦闘では拳法と魔竜の炎を組み合わせたスタイルで戦うためパイロンとは戦法が異なる。ストーリーではパイロンに勝ち狂喜するが、命を懸けて再戦を挑んできたパイロンと戦った末に彼女を殺してしまう。魔竜のコアから侵食を受けたリュウガも余命いくばくもない状態となってしまい、霊玉の願いにより彼女と自身の命を救おうと試練に挑む。そして試練によって生み出された自分自身に打ち勝ち「自分の弱さを超えたかった」ことに気づき、エンディングにて本当の意味で強くなるべく旅立った。黒幕であるアイザックも打ち倒したが、彼に関しては恨みも感謝もしていないと独白していた。フェンリルのストーリーでは魔竜のコアの力に頼ることを窘められ、敗北した末に「いきなり強くなれる人間はいない。研鑽を積むことで実力を身に着ける」ことを改めて教えられ改心した。エンディングにおいても魔竜のコアは外されていた。なお、ディランのエンディングではアイザックとともに彼の仲間になっており、アイザックのことは許していないものの恨んではいない様子だった。
ワン・パイロン（王白龍）
出典 - 本作オリジナル
声 - 下田麻美
翔龍寺で武術を習う少女。16歳。武術に関して天賦の才を持っており高い実力を誇る。そのためリュウガからは一歩的にライバル視されている模様。活発ながらも礼儀正しく、目上の人や初対面の人間には敬語で接する。
霊玉を探して旅する彼女とレイジたちが出会ったことから物語が始まることとなる。
ストーリーでは霊玉の封印を解いたリュウガを追い、彼を説得して連れ戻そうと誰よりも必死になっていた。黒幕であったアイザックを打ち倒し霊玉を揃え、事件解決の功績として「拳聖」の称号を授かった。その後、更なる研鑽のため翔龍寺から離れ旅に出た。リュウガのストーリーでは彼に敗北し一度は死んでしまうが霊玉の願いにより復活。損壊した翔龍寺をフェンリルらと共に建て直す中、いつかリュウガが強くなって帰ってくることを予感していた。
レイジ
出典 - 『シャイニング・ブレイド』
声 - 保志総一朗
霊刀・雪姫の使い手で「勇者」と呼ばれる青年。サクヤの弟子であり、同じく同門であるリックとはライバルのような関係。友人ローゼリンデをアイザックの手から取り戻すべく霊玉に願うことを考えていたが、「自分の手で取り戻したい」「パイロンに同じ悲しみを味わわせたくない」という理由から「リュウガが帰ってくる」ことを霊玉に願った。
サクヤ
出典 - 『シャイニング・ブレイド』他
声 - 水樹奈々
レイジとリックの師匠。伯爵ことアイザックとは因縁が深く徹底して嫌っている。実は光と闇の勢力のバランスをとる立場におり、自分の都合でどちらにも肩入れし過ぎてはいけない立場にある。しかし、根は善人でパイロンたちへの協力は惜しまない。
シャオメイ
出典 - 『シャイニング・ハーツ』『シャイニング・ブレイド』
声 - 斎藤千和
サクヤの相棒的存在の少女。「怪盗ブラックテール」と名乗りお宝をハンティングしている。霊玉集めに協力するがサクヤの内心を見抜いており、彼女の笑顔を取り戻すために霊玉を餌にしてアイザックを追っていたことが明かされる。彼と対峙した際は激情を露わにし「サクヤのために」最後まで戦い抜くという姿勢を見せた。アイザックを破り、霊玉の試練を乗り越え、霊玉に「サクヤの平穏」を願って彼女のもとへ帰還した。
本作では『ブレイド』と『ハーツ』の設定を合わせたような立場になっており、レイジたちの仲間でありながら怪盗を名乗る。
アルティナ
声 - 井上麻里奈
出典 - 『シャイニング・ブレイド』
エルフの少女で森の国フォンティーナの王女。本作では生真面目で融通が利かず、筋が通らないことは納得できない性格になっており気の強さが強調されている。責任感が強いため自由奔放な仲間たちに代わって霊玉を集め・管理する。ストーリーでは自由過ぎるレイジ、シャオメイ、ディランらをただすため「少しの間、自分の話を聞くように」と霊玉に願い、毎日3時間は座学を行わせることとなった。
ローゼリンデ
出典 - 『シャイニング・ブレイド』
声 - 桑島法子
クラントール王国の巫女でレイジの友人。心優しい女性だが、本作では帝国の洗脳を受けた状態で参戦。アイザックの私兵となっている。
メルティ
出典 - 『シャイニング・ハーツ』
声 - 釘宮理恵
何よりもアイスを愛するハーフエルフの少女だが、幼い容姿とは裏腹に実年齢は300歳を越えている。極度の暑がりで滅多に外には出なかったが、七霊玉が「究極のアイスクリーム」の材料になるとソルベエから聞き、揃えるために旅立つ。ストーリーでは最終的にアルティナと仲良くなり、霊玉から授かったアイスクリームのレシピ本により自らアイスを作ってアルティナに振舞っている。
フェンリル
出典 - 『シャイニング・ブレイド』
声 - 稲田徹
翔龍寺で武術を教える師範の立場におり、リュウガやパイロンの兄弟子に当たる。かつては亡き師から暗殺拳を教わり、その後独力で腕を磨き上げた過去がある。ストーリーでは翔龍寺の老子から今回の一件を一任され、リュウガとパイロンの成長を見極めるべく動くことになる。霊玉を集めつつパイロンに「リュウガを殺す」と嘘をつき本気を出させた。闇の力に魅入られたリュウガを打ち倒し「いきなり強くなれる人間は居ない」「研鑽を忘れて強大な力を手にしたところで使いこなすことは出来ない」と説き改心させた。そして背後で操っていたアイザックに怒りをきたして撃退。霊玉の試練を乗り越え、魔竜のコアによって生命を蝕まれていたリュウガを助ける。老子には「二人とも話しにならない」と報告し、その後、自らの手でリュウガとパイロンを鍛え上げるべく共に修行を行った。逆にリュウガのストーリーでは敗北し、パイロンのストーリーにおいても彼女の力を認めリュウガのことを託した。
アイザック
出典 - 『シャイニング・ハーツ』『シャイニング・ブレイド』
声 - 稲田徹
伯爵とも呼ばれる。本作における黒幕的存在でリュウガを唆し霊玉の封印を解かせた張本人。リュウガに魔竜のコアを移植し力を与えたが、いずれは肉体が持たず死ぬことを見越しておりモルモット程度にしか考えていない。自らが「神」になるべく強大な力を手にし、世界を滅ぼすことで新たな世界を創り上げようとしている。パイロン曰く「すごく頭がいいけど、すごく意地の悪い人」。サクヤとは因縁が深く毛嫌いされている。ストーリーではディランやサクヤと決着を付け、霊玉の願いにより世界を滅ぼしてしまう。黒幕であるが敗北すると撤退してしまうため決着はつかないものの、唯一ディランのストーリーにおいては霊玉の願いによって彼の仲間となった。
シャオメイ同様に本作では『ブレイド』と『ハーツ』の設定を合わせたような立場になっている。

### 追加キャラクター（Ver.2.0）
以下のキャラクターはアーケード版のVer.2.0から実装されている。
リック
出典 - 『シャイニング・ハーツ』『シャイニング・ブレイド』
声 - 神谷浩史
サクヤの弟子でレイジとはライバルのような関係。モンスターの群れにより幼馴染たちを殺されたため、強い復讐心を秘めている。つっけんどんな物言いが目立つが実際は他者に対する優しさも持っており、レイジには見抜かれてからかわれたことがある。
ストーリーでは霊玉の願いによって幼馴染たちを生き返らせようとしていたが、レイジとの戦いで「誰かに叶えてもらうのは違う」と考え、結局願いをかなえることはなく霊玉を翔龍寺に返した。最後にレイジからリベンジを申し込まれ再戦する。
本作における設定や性格は『ブレイド』に近いものとなっているが、『ハーツ』の登場人物たちとも絡みがある。
ディラン
出典 - 『シャイニング・ブレイド』『シャイニング・アーク』
声 - 中井和哉
海賊団アークバッカニアの船長。豪放磊落を絵に描いたような男性だが、大人としてのプライドは高く曲がったことは許さず、子供を平気で利用するような外道には激しい怒りを見せる。今作では『アーク』と『ブレイド』を折衷したような設定となっており、ローナを仲間にし、サクヤの密命によりアイザックの行方を探っており、霊玉集めにも参加している。アイザックとも因縁がある。ストーリーではローナと共に霊玉を集め、願いによってなんとアイザックとリュウガを仲間にし航海の旅に出発した。
ローナ（狼奈）
出典 - 『シャイニング・ハーツ』他
声 - 広橋涼
メイド姿をした狼獣人の少女。名前は漢字で「狼奈」と書く。そそっかしい性格をしており何もないところで転んでは皿を割ってしまう。しかし戦闘になると一流の剣士へと豹変する。今作ではディランがご主人様となっており、アークバッカニアの料理番として働いている。ディランの命で霊玉の行方を捜しており、レイジやシャオメイらと対決する。同じく刀を扱うレイジや裏雪姫には興味津々といった様子。霊玉の願いによって「踏んづけても落としても壊れない皿」をプレゼントしてもらったが、それを聞いたディランからは「ドジを治してもらえばよかったんじゃないか」と突っ込まれ、動揺していた。
裏雪姫
出典 - 『シャイニング・ブレイド』
声 - 白石涼子
レイジの持つ霊刀・雪姫の真の姿。しかし本作では霊玉によって別世界から呼び寄せられた雪姫であり、別人という設定となっている。自分を使いこなすことのできる人物を探しており、刀を扱うレイジやローナには興味を示している。

### 追加キャラクター（Ver.2.1・EX）
以下のキャラクターはアーケード版（Ver.2.1）および家庭用『EX』より追加。
ミスティ
出典 - 『シャイニング・ブレイド』『シャイニング・ハーツ』
声 - 田村ゆかり
セイレーンと呼ばれる種族の女性。長い年月を生きているが、セイレーンの中では若い方なので子供っぽいところがある。一人称は「わらわ」。おてんばでわがまま。男は全て自分の奴隷だと思っている。シャイニング・フォースの一員だが協力する気は全くなく、霊玉を独り占めするべくアルティナらと戦う。ストーリーではリックやディランから霊玉を奪い取り、すべて自分のものにしてしまう。結果、レイジ、リック、ディランの3人は霊玉を取り戻すべく彼女の機嫌を取り、しもべとなって奔走することとなった。
本来の武器は杖だが、今作では「マジック・パラソル」を使った近接攻撃と魔法による攻撃を主体としている。また『ブレイド』と『ハーツ』を合わせたような設定となっており、ディランとは海賊として強い因縁を持つ。リックには霊玉を献上するように迫ったり、アルティナを騙して霊玉を独り占めしようとしていた。
ソニア
出典 - 『シャイニング・レゾナンス』
声 - 瀬戸麻沙美
騎士としても戦うアストリア王国の王女。『レゾナンス』では主人公ユーマを導く女主人公でもある。
彼女のみストーリーモードが存在しないため対戦モードでしか使用できない。2019年版にも登場するが、こちらはストーリーが存在。マルガの街で見回りをしていた所、ゼストを目撃し彼の行方を追う。
ユーマとゼスト、二人の行方を追って夢幻大陸エンディアスを旅し、ゼストと対峙。「本当の強さ」を以ってゼストに勝利する。エンディングでは一足先にアルフヘイムに戻り、帰って来たユーマを出迎えた。

### 追加キャラクター（Rebellion）
以下のキャラクターは2019年に発売された『Rebellion』から追加。
ユーマ
出典 - 『シャイニング・レゾナンス』
声 - 島﨑信長
世界に散ってしまった煌竜の力「竜の残響」を回収するべく、異世界エンディアスへと渡った少年。エンディアスの各地にて竜のエネルギーを取り込んでしまった者たちを征圧し、回収していた。そこでゼストが復活したことを知り、竜の残響の影響と考えて決着をつけるべく探し求めていた。ゼストを倒した後、竜の残響の影響ではないことを知る。そこで仲間に誘おうとしたが、既にゼストの姿はどこにもなく、ユーマは迎えにきた仲間たちと共にうみねこ亭へと帰っていった。
キリカ、リンナのストーリーでは最後の相手として登場する。
キリカ
出典 - 『シャイニング・レゾナンス』
声 - 早見沙織
大自然の精霊力を操る魔法の歌「聖印歌」を受け継ぐエルフの少女。劇中では「聖印の歌巫女（ディーヴァ・マギカ）」と呼ばれる。公務で忙しいソニアからユーマの捜索を託され、リンナの制止を振り切って夢幻大陸エンディアスへと旅立った。そしてついにユーマの姿を見つけ、戦いを通して説得し、連れ戻した。
リンナ
出典 - 『シャイニング・レゾナンス』
声 - 茅野愛衣
キリカの侍女でエルフの魔法使い。みんな忙しくて相手にしてくれないので、美少女たちを集めたパーティーを自ら企画することに。それと同時にユーマの行方を捜すべく、夢幻大陸エンディアスへと赴いた。美少女から美少年まで見境なく勧誘し、リュウガやパイロンまでアストリア王国へと連れてきてしまう。最後はユーマのことも連れ戻すことに成功し、うみねこ亭で盛大なパーティーを行った。その際、実はソニアたちも同じことを考えていたことが明かされたが、リンナは構ってもらえなかったことからスネ続けていた。
ドラマCDにて語られた後日譚は、彼女のエンディング後を描いたものとなっている。
エクセラ
出典 - 『シャイニング・レゾナンス』
声 - 水樹奈々
ロンバルディア帝国の皇女。ある目的のため、密かに竜の残響を回収していた。ゼストの復活も知っており、互いに邪魔はせず干渉もしないで動いている。その目的は、封神の扉を利用して過去へと遡ること。その一環として「魔女」との約定を果たすべく竜の残響を集めていた。去り際にゼストから今の仲間と居場所を捨ててまで過去を変えたいのかと問われるが、エクセラの決意は揺らぐことはなく、シジルを手に過去へと旅立っていった。この行動が、『シャイニング・レゾナンス リフレイン』のリフレインモードの物語へ繋がっていく。
ドラマCDでは主人公として登場。エクセラ編のストーリーが始まる前日譚を描いている。
ゼスト
出典 - 『シャイニング・レゾナンス』
声 - 保志総一朗
ロンバルディア帝国の国教「刻印教会」に属する騎士団「ベイオウルフ」最強の使い手。『シャイニング・レゾナンス』本編でユーマに敗れ消滅したが、「魔女」から渡されたシジルを手に復活を果たす。そしてソニアが言った「本当の強さ」が正しいのかどうか確かめるべく、夢幻大陸エンディアスへと旅立っていった。仲間のため、相手のために戦う者たちに打ち勝ち、彼らの強さを認めることで「本当の強さ」を受け入れた。勝負を挑んできたソニアやユーマ、キリカに打ち勝ち、最後はすべての始まりと終わりの場所である「スリーピーホロウ」にて自らの影（ゼスト / シャドー）と対峙。守るべき存在のいないゼストでは「本当の強さ」は得られないと否定されるが、死闘の末にかつての自分を乗り越えることに成功する。エンディングでは、今は亡き祖国へ向かうことを影に告げ、アルフヘイムから去っていった。
ユーマやソニアのストーリーでは最終ボスとして戦うこととなり、いずれも「本当の強さ」の前に敗れている。基本的に他者のストーリーに登場するゼストは最後に消滅してしまう。
ドラマCDではエクセラと共にマルガの街を訪れ、存在を確立させるためにシジルを手にしている。迷子になって泣いていた男の子を保護し、意外な面倒見の良さを発揮。母親を探した後は男の子から感謝され、「強くなる」ことを約束された。
『レゾナンス』本編と比べると善良な言動となっており、特に狂気性は見られない。また立ち絵がつき、犬歯が描写されている。

## 主題歌
BLADE ARCUS Rebellion from Shining
「Soul of Rebellion」
- 作曲・歌 - 保志総一朗/作詞・編曲 - 酒井ミキオ

## 制作

### 背景
スタジオ最前線の代表を務める近藤敏信は、20代の時に『ストリートファイターII'』の基板を購入するほど格闘ゲームに親しんでいたものの、一緒に遊んでいた仲間たちがそれぞれの就職先で格闘ゲームを作っていたのに自分だけ作っていないことに気づいた。以降、近藤はスタジオ最前線の立ち上げたときから格闘ゲームの制作を熱望しており、スタジオ最前線の社員の多くも格闘ゲームを好んでいた。また、近藤は『ストリートファイターIV』で再び格闘ゲームに触れた際、昔の作品の長所を保った作品があれば、古参のプレイヤーが再び遊んでくれるのではないかと感じていた。
これまでセガとスタジオ最前線との間で何度か話が持ち上がっていたが、2013年6月頃、セガから近藤に、ALL.Net P-ras MULTIのラインナップを揃えるためにシャイニングシリーズの格闘ゲームを制作しないかというオファーが寄せられ、それを引き受けた。

### 開発
スタジオ最前線はアーケード用格闘ゲームの制作経験は無かったものの、格闘ゲームに近い要素を持つアクションゲームの制作経験があったため、本作はそのノウハウを生かして開発された。
その一方、開発チームはアーケードと家庭用の開発の仕方の違いに苦労し、特に開発の最初は戸惑いが大きかった。たとえば、アーケード用ゲームではロケテストでユーザーからの意見を反映させる必要があったため、開発途中であってもROMをある程度完成させる必要があった。また、駆け引きを前提としたゲームバランスもスタッフを悩ませることとなった。初回ロケテストの後、スタジオ最前線のスタッフを通じて、プロゲーマーの板橋ザンギエフが監修として参加し、板橋の仲間も調整に参加した。

板橋が来る前は髙橋総一郎と桒原盛弥の二人が戦闘デザインを含め全てをこなしているような状態であり、板橋はある程度キャラクターのグラフィックが出来ているものの、開発の初期段階のようだったと4Gamer.netとのインタビューの中で振り返っている。
開発中の本作が2ラウンド先制を基本としていたのを見た板橋は、「一発のダメージを大きくして爽快感を味わわせるというコンセプトを組み込んだ場合、2ラウンド先制ではすぐ決着がついてしまう。また、ゲームセンターによっては3ラウンド先制に変更する可能性があり、結果として作品の持つコンセプトやバランスが崩壊することが多い」と考え、3ラウンド先制を基本としてみてはどうかと開発チームにアドバイスした。
近藤は格闘ゲーマーに相談した際、自分たちのコンセプトが否定されることが一番恐れていたと4Gamer.netとのインタビューの中で述べており、板橋はこちらの意図を汲んだうえで、それを実現させるためのアイデアを提供してくれてありがたかったと振り返っている。板橋も、「格闘ゲーマーは『このキャラ、あまりやることないな』とか『この技だけで詰んじゃう』とか、ゲームの問題点を見つけるのは得意だと思うんです。でも、それを改善するためにはアイデアに一捻りが必要で、そこにはプランナー寄りの考え方が求められる。そういう意味で、今回は良い勉強をさせてもらいました。」とインタビューの中で振り返っており、「プログラムの知識があることで、とある技や現象を修正/変更するのにどれぐらいの労力がかかるか、ある程度は想像がつきます。とくにリリース時期が迫っていた頃は、作業の優先順位を決めてチューニングチームを統括するのに役立ったなと。」とも話している。
キャラクターの追加作業は稼働前から行われていたが、ロケテストや稼働後のフィードバックを検証する中で、遊びの幅を広げる必要が出てきたため、システム面を改善することとなった。板橋のアドバイスを受け、開発チームはダッシュなどの移動の自由度を高めたり、キャラクターの動きを修正するなどして、全体的なゲームスピードの速度を上げる施策をとった一方で、攻め込まれた時の対策として、防御システム「リジェクションガード」と「リバーサルストライク」を搭載した。
古き良き格闘ゲームを目指していたアーケード版は、ジョイスティックによるコマンド入力を前提としており、簡易コマンドの導入は考えられていなかった。アーケード版の稼働直後、プレイヤーから「昇龍拳コマンドの入力が難しい」という声が寄せられた。だが、簡易コマンドをアーケード版にそのまま持ってくるとゲームバランスに大きな影響を与えるおそれがあることから、ver.2.0においては一部キャラクターの技のみのコマンドを簡略化するにとどめられた。
一方、『EX』をはじめとするコンシューマ版は格闘ゲームに親しみのないプレイヤーが触れることを考え、簡易コマンドが導入された。
コンシューマ版のゲームバランスはアーケード版ver.2.01と同じように調整された。

### グラフィック
グラフィックは、2012年に発売したニンテンドー3DS用ソフト『CODE OF PRINCESS』の「3Dモデルのキャラクターを2Dで描写する」という手法が応用された。他社の場合、レンダリング済みのモデルをグラフィッカーが修正するのに対し、スタジオ最前線では一度のレンダリングで作り上げていたため、調整の際に技の作り直しがスムーズいったと近藤は4Gamer.netとのインタビューの中で振り返っている。総合プロデューサーを務めた澤田剛は、Tonyの描くキャラクターは高頭身で細身のキャラクターが多かったため、ゲームに落とし込んだ時のボディバランスに苦労したとメディア合同インタビューの中で述べており、プレイヤーがダイナミックな動きを楽しめるようにするためにキャラクターを大きめに描いたと話している。

### キャラクター設定・選定
オリジナルキャラクターのリュウガとパイロンは、スタンダードな格闘ゲームのキャラクターとして設計された。リュウガはダークヒーロー調の主人公としてデザインされた一方、パイロンは格闘ゲームらしい中華風ながらも、Tonyが得意とする色気のあるデザインに仕上がった。他のキャラクターに関しては、個性や男女比に注意しながらも人気の度合いを基準に選ばれ、コンセプトが立てられていった。例えば、メルティは、幼い見た目とのギャップを狙い、あえて投げキャラとしてデザインされた。また、板橋は初心者でもコマンドが複雑なスーパーフォースアクション（超必殺技）「フローズンカーニバル」が使えるようにするため、与ダメージ値が低い失敗版（簡易版）コマンドを追加した。ver.2.0で追加された裏雪姫は調整チームが中心となって構築したキャラクターであり、裏雪姫は当初コンセプトが薄かったため、板橋のアイデアによりコマンド早打ちによる技強化を取り入れる形で「居合斬りの使い手」というコンセプトを反映させた。『EX』にて追加されたミスティはわがままな魔法使いというコンセプトを活かすため、魔法陣を設置して相手への嫌がらせを得意とするトリッキーな性能に仕上げられた。ソニアはスタンダードな性能に加え、原作で使用したヴァイオリン型の武器・龍鱗爪剣 テンペリオンを演奏してフォースゲージを貯めるという動作が追加された。